# Авиационный спорт
Авиационный спорт — вид спортивной деятельности, объединяющий всё многообразие технических видов спорта, отличающихся типом (видом) применяемого летательного аппарата, а также порядком использования воздушного пространства в пределах атмосферы Земли.

Подразделяется на виды:
- Авиамодельный спорт
- Вертолётный спорт
- Воздухоплавательный спорт
- Парашютный спорт
- Планерный спорт
- Самолётный спорт (авиамоторный спорт)
- СЛА
  - Дельталётный спорт (мото-дельтапланерный спорт)
  - Дельтапланеризм (дельтапланерный спорт)
  - Парапланеризм (парапланерный спорт)

В 2010-х годах появился спорт беспилотных летательных аппаратов (БЛА):
на основе авионики (реактивные или пропеллерные самолёты) и
на основе вертолётного действия (квадрокоптеры, пентакоптеры и другие мультикоптеры)

## Организации
В России деятельность в сфере авиационного спорта курируется Федерацией авиационного спорта.
Во времена Советского Союза спортивная авиация функционировала под эгидой ДОСААФ.

## Галерея
|  |